# Astrid Krag

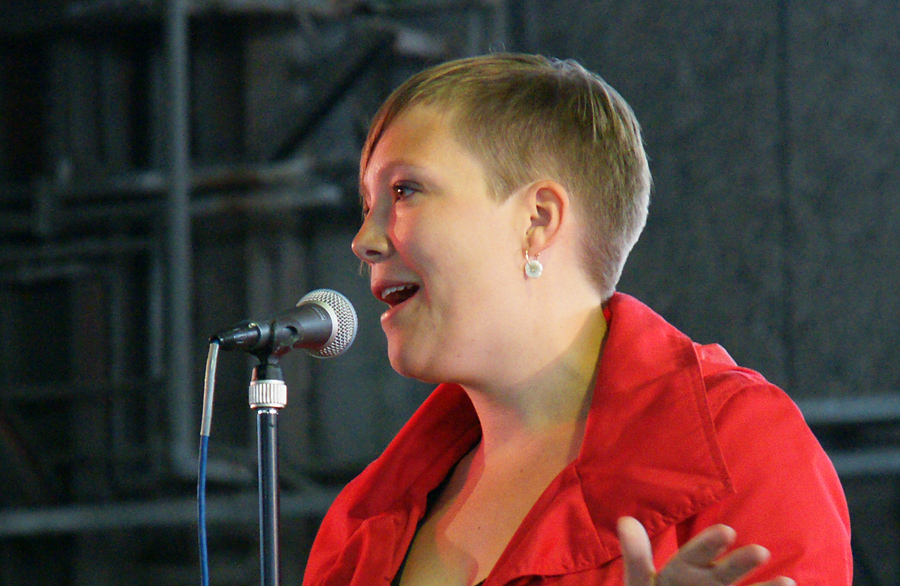
Astrid Krag (2011)

Astrid Krag Kristensen (* 17. November 1982 in Vejle) ist eine dänische Politikerin der Socialdemokraterne und war vom 21. Januar 2021 bis zum 15. Dezember 2022 Ministerin für soziale Angelegenheiten und ältere Menschen. Davor war sie seit dem 27. Juni 2019 Sozial- und Innenministerin. Zuvor war sie von 2011 bis 2014 Ministerin für Gesundheit und Prävention.

## Leben
Die Tochter eines Texters und einer Gymnasiallehrerin war nach dem Besuch des Tørring Amtsgymnasiums, in dessen Schülervertretung sie zwischen 1999 und 2001 Mitglied war, von 2001 bis 2002 als Pädagogische Hilfskraft im Kindergarten des Krankenhauses Frederiksberg tätig. Bereits während dieser Zeit engagierte sie sich in der Sozialistischen Volkspartei (SF) und kandidierte bei der Folketingswahl 2001 und 2005 im Wahlkreis Vejle. Daneben engagierte sie sich in der Asyl- und Flüchtlingspolitik und war von 2002 bis 2003 Geschäftsführende Redakteurin der auf dem Balkan erscheinenden Zeitschrift Dijalog.
Zwischen 2003 und 2007 studierte sie in einem Bachelor-Studiengang Staatswissenschaften an der Universität Kopenhagen. Gleichzeitig war sie von 2003 bis 2005 Studentische Hilfskraft an der Sozial- und Gesundheitsschule in Kopenhagen. Zwischen 2005 und 2007 saß Krag der Jugendorganisation der SF vor, seit 2006 war sie Mitglied von deren Integrationsarbeitskreis. 2007 arbeitete sie als Pflegerin im Stadtteil Amager sowie als Redakteurin bei der Zeitschrift Virak. 2007 wurde sie Mitglied des Vorstandes und des Exekutivkomitees der SF in Kopenhagen.
Bei der Folketingswahl 2007 wurde Astrid Krag zur Abgeordneten in das Folketing gewählt und vertritt dort seither den Wahlkreis Sjællands Storkreds. In dieser Zeit war sie sowohl Sprecherin der SF für Integration, Asyl, Staatsbürgerschaft und Senioren sowie Vizevorsitzende des Folketing-Ausschusses für Ausländer- und Integrationspolitik. Daneben war sie zeitweise Mitglied im Außenpolitischen Ausschuss und im Sozialausschuss. Zuletzt war sie Vizevorsitzende der SF-Fraktion im Folketing.
Am 3. Oktober 2011 wurde sie von Ministerpräsidentin Helle Thorning-Schmidt zur Ministerin für Gesundheit und Prävention in die neugebildete Regierung berufen. Im Oktober 2012 kandidierte sie für den SF-Parteivorsitz, musste sich jedoch nach einem Mitgliederentscheid ihrer Konkurrentin Annette Vilhelmsen geschlagen geben. Nachdem die SF am 30. Januar 2014 die Regierungskoalition aufkündigt hatte, trat sie zu den Sozialdemokraten über.
Astrid Krag ist mit dem Rapper Andreas Seebach (Künstlername AndyOp) verheiratet. Das Paar hat drei Kinder.